# 中國人史綱
《中國人史綱》是柏楊在綠島監獄中書寫的一部中國通史，從盤古開天寫到八國聯軍，是柏楊的代表作品之一。
全书较之其他中国史书，有明显的区别：该书以一世紀（一百年）為敘述單元；以公元為計算時間的標準；直呼帝王及歷史人物姓名并在每节末尾加敘東西方世界。
柏楊說他把《中國人史綱》獻給孫觀漢先生，他形容獄中寫書的艱難過程：「叢書是我在火爐般的斗室之中，或蹲在牆角，或坐在地下，膝蓋上放著用紙糊成的紙版，和著汗珠，一字一字的寫成。參考書的貧乏使我自慚，但我別無他法。而且心情惶惑，不敢想像這些艱難寫出的書稿，會遭受到什麼命運。所以不可避免的會錯誤百出，唯有乞求方家指正。”

## 侷限
從今日研究成果看來，本書有不少錯誤。
- 姓氏不分，姓氏连用，姓名连称，如把姬姓轩辕氏的黄帝称作“姬轩辕”，姚姓名重华的舜帝称为“姚重华”，芈姓熊氏的楚武王称为“芈熊通”，不符合先秦时代男性用氏，女性用姓的习惯。[來源請求]
- 《中國人史綱》引用《史記》的說法認為《詩經》是孔子刪的。事實上，沒有確實的證據說明孔子刪《詩經》，《左傳》中記載孔子不到10歲時就有了定型的《詩經》。
- 《中國人史綱》說朱翊鈞在深宮裡吸食鴉片。事實上，並沒有證據顯示朱翊鈞在深宮裡吸食鴉片。
- 《中國人史綱》說欧洲的匈人是中国历史上的匈奴人的后裔。这种说法目前没有考古学上的证据。
- 《中國人史綱》說蒙古人是匈奴人的后裔，然而蒙古人的核心家族室韋蒙古起源於呼倫貝爾附近，並在歷史中逐漸形成現在的蒙古人，其起源并非匈奴人。
- 《中國人史綱》139頁說贏任好（秦穆公）死後，他兒子把百里孟明和車家三良全部殉葬。但史書沒說百里孟明被殉葬。
- 《中國人史綱》在「義和團」章節中提到導致義和團之亂的重要人物端王戴漪是咸豐帝的兒子、同治帝同父異母的弟弟。但事實上戴漪是咸豐帝的弟弟惇親王的兒子，也就是同治帝的堂弟。

## 相關作品

### 中國人史綱文選
《中國人史綱文選》由星光出版社於1979年9月出版。顧名思義，本書是由《中國人史綱》內文章摘錄回來的，故本書頁數（265頁）比原本的《中國人史綱》少很多。有人就因沒看清楚書名（《中國人史綱》與《中國人史綱文選》只差「文選」這兩字），誤會《中國人史綱》與《中國人史綱文選》乃異物同名而購錯書。